# Pałac w Różanie
Pałac Sapiehów w Różanie – ruina pałacu znajdująca się w Różanie, dawna siedziba rodu Sapiehów.

## Historia
Pierwotna rezydencja dla hetmana Lwa Sapiehy powstała w tym miejscu w początkach XVII wieku i w niej gościł królewicz Władysława Wazę idący w 1617 roku z armią na Moskwę. Kazimierz Lew Sapieha podejmował tu ponownie Władysława IV już jako króla Polski. Od 1655 roku, podczas wojny polsko-moskiewskiej, w Różanie przez kilka lat przechowywano trumnę z relikwiami św. Kazimierza, dlatego przypuszczać można, że było to wówczas miejsce uważane za bezpieczne, co sugeruje istnienie w tym miejscu jakichś fortyfikacji. Rezydencja została zniszczona podczas wojny domowej szlachty z Sapiehami w 1698 roku.
Nowy pałac kazał zbudować kanclerz litewski książę Aleksander Sapieha w latach 1784–1788 według projektu Johanna Samuela Beckera, który zaproponował budynek w stylu klasycyzującego baroku (tzw. styl Stanisława Augusta). W 1784 roku kanclerz gościł w pałacu króla Stanisława Augusta Poniatowskiego. Aleksander Sapieha przeznaczył jedno ze skrzydeł swej rezydencji na teatr, założył też w Różanie i innych swych dobrach kilka fabryk włókienniczych.
W 1831 roku Rosjanie za udział w powstaniu listopadowym skonfiskowały Eustachemu Sapieże dobra różańskie i dereczyńskie, a następnie przerobiły pałac na fabrykę włókienniczą.
Pałac został spalony w 1914 roku podczas I wojny światowej po czym po 1930 roku rozpoczęto jego długą odbudowę, którą przerwało ponowne spalenie go w czasie II wojny światowej w 1944 roku.

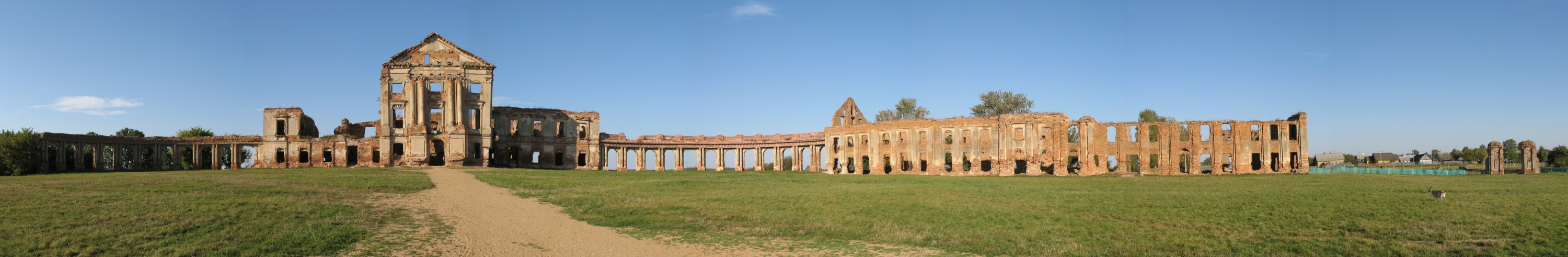
Zrujnowany korpus główny pałacu, galerie arkadowe, prawa oficyna mieszcząca niegdyś teatr

Pałac jest od 2008 roku odnawiany dzięki funduszom Unii Europejskiej. W 2012 roku wyremontowano bramę główną i odbudowano z ruin obie kordegardy.

Galeria
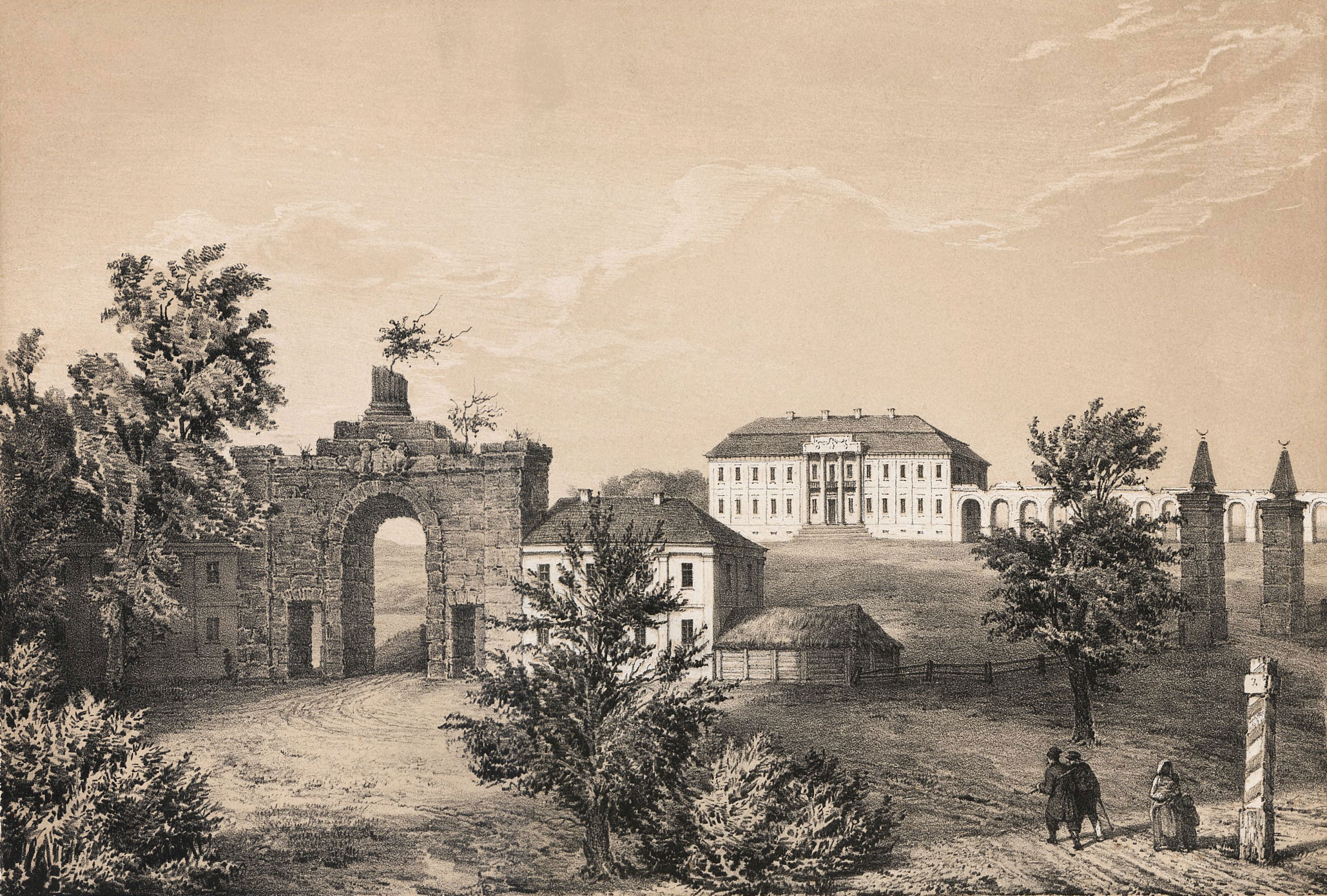
Pałac w Rużanach, rysunek Napoleona Ordy
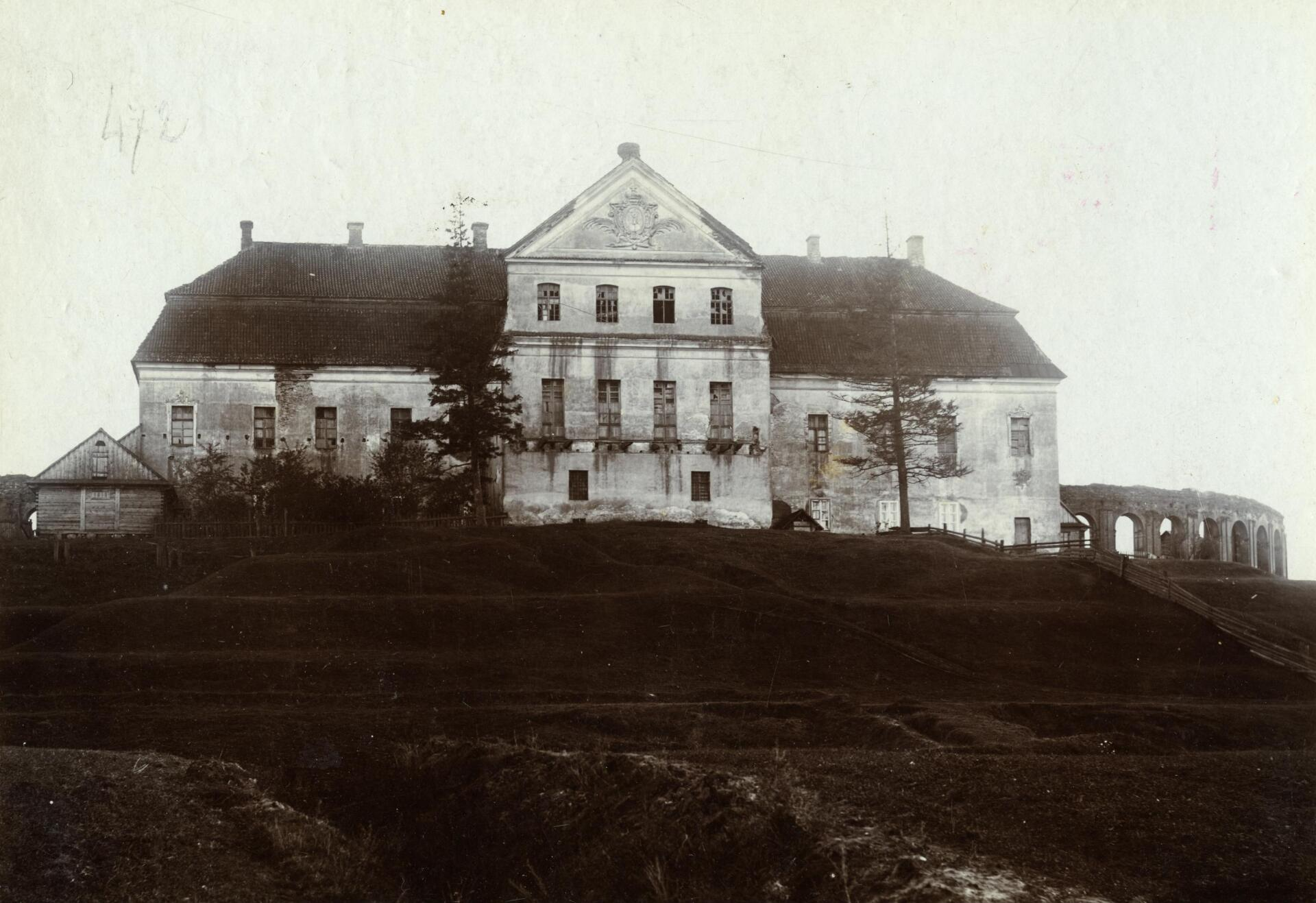
Pałac na początku XX wieku
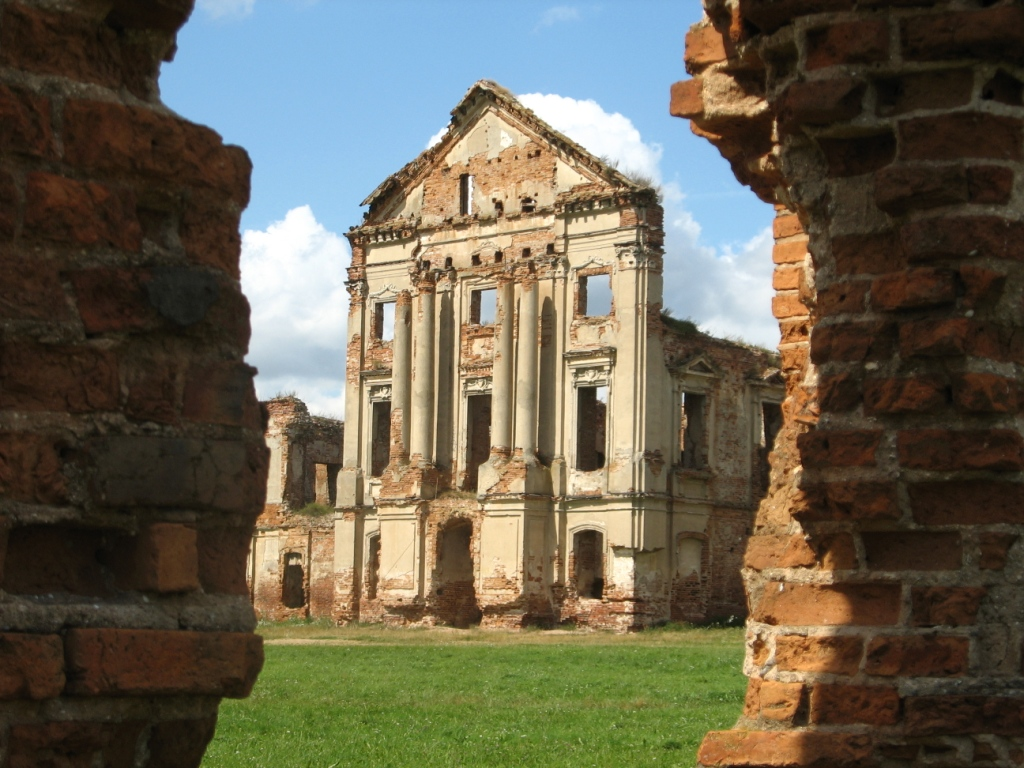
Ruiny korpusu głównego pałacu (bez sklepień) z mocno wysuniętym ryzalitem ozdobionym dwiema parami doryckich kolumn na potężnych cokołach, pilastrami i trójkątnym frontonem
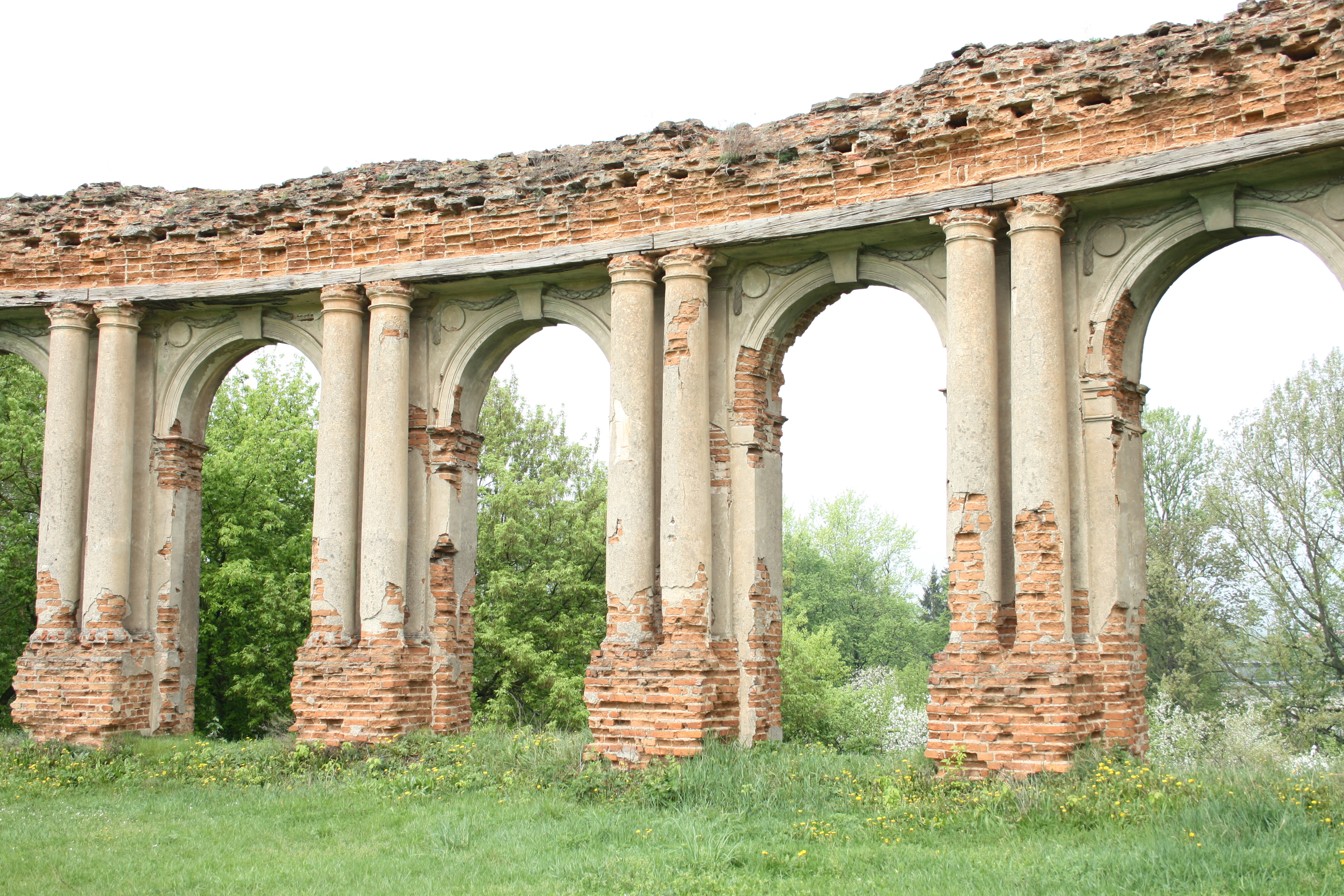
Lewa galeria arkadowa na parach kolumn toskańskich
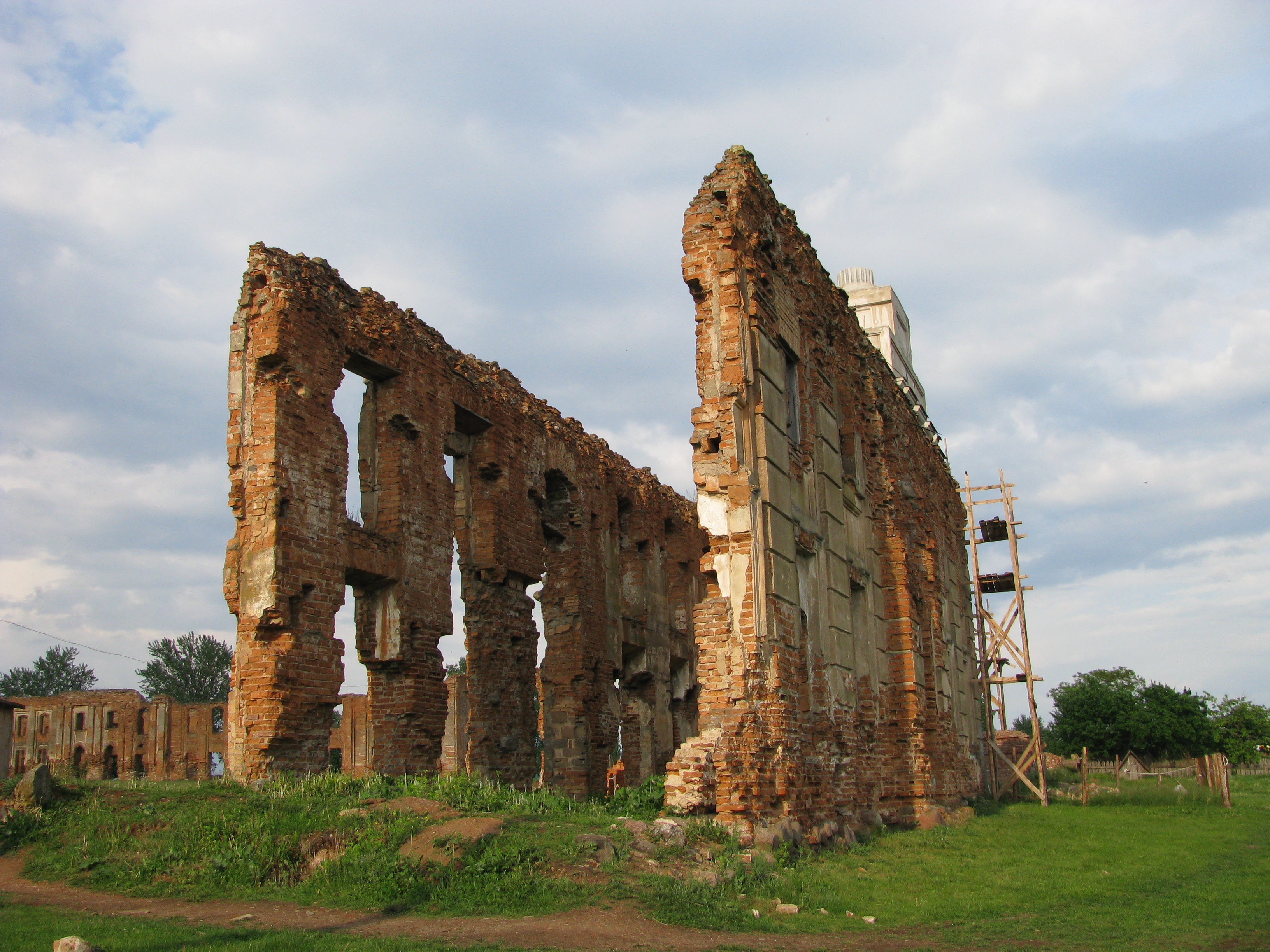
Brama wjazdowa i kordegardy w trakcie odbudowy w 2009 roku
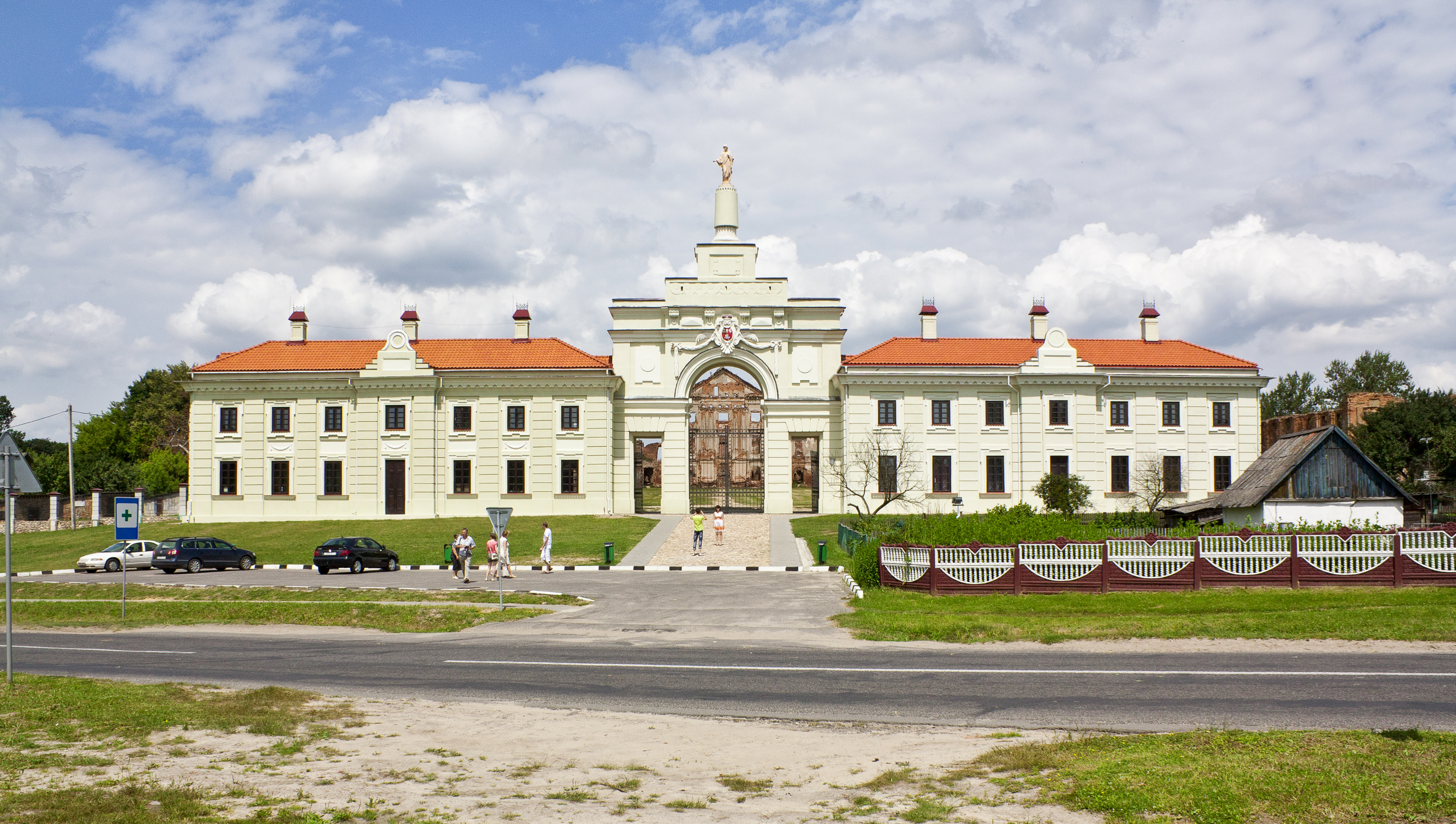
Wyremontowana brama główna i odbudowane kordegardy
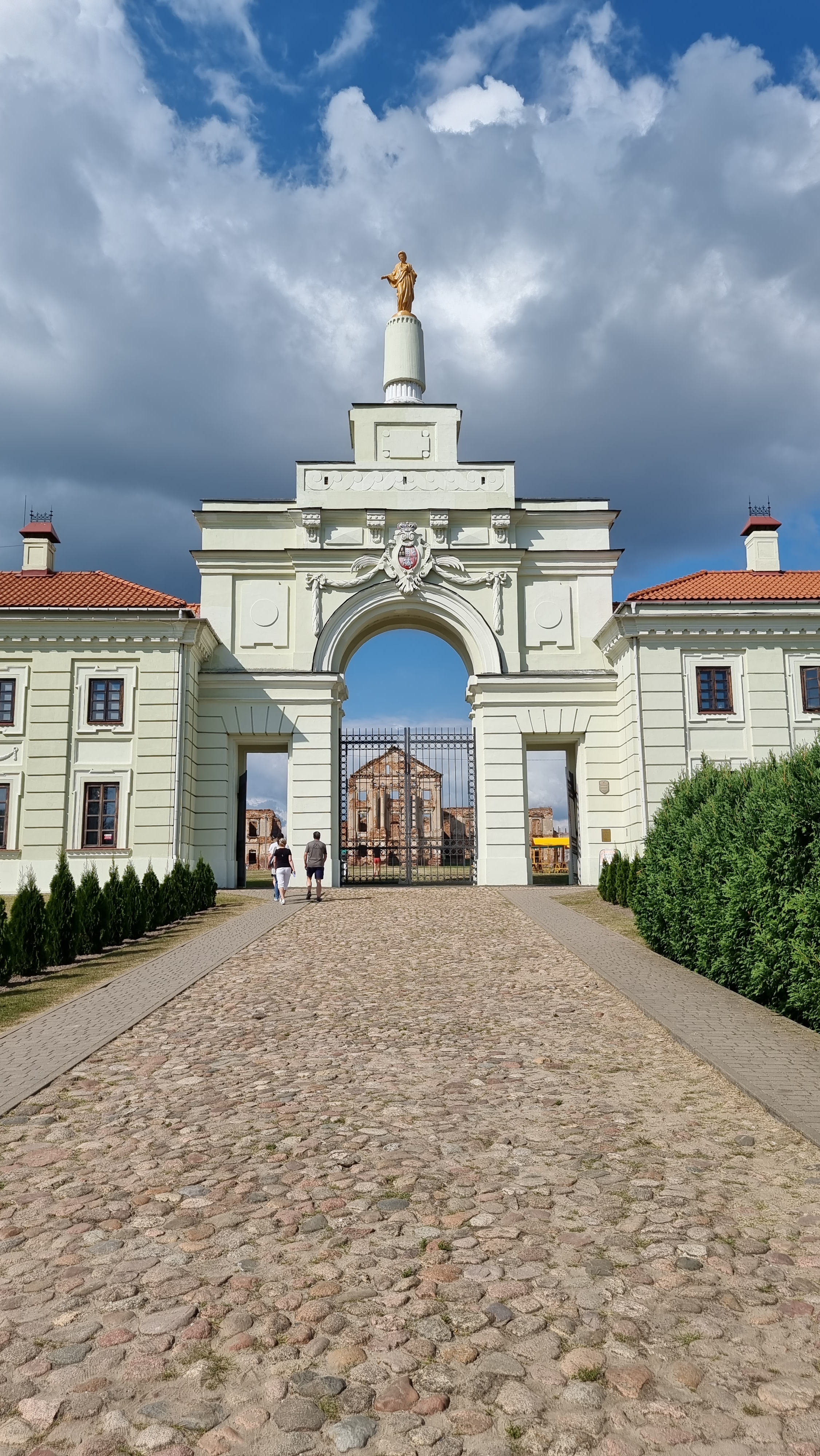
Brama główna
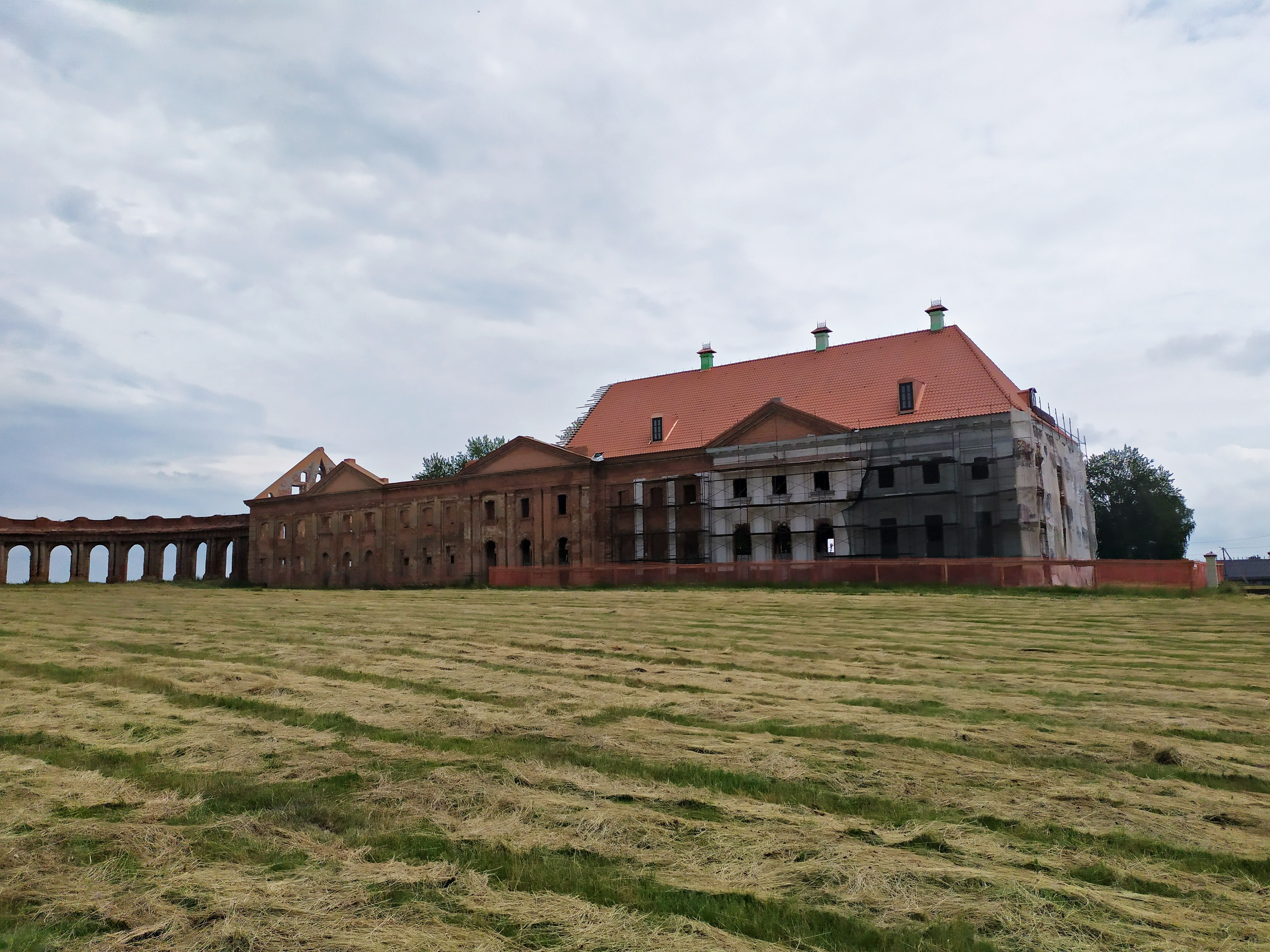
Prawa oficyna podczas remontu
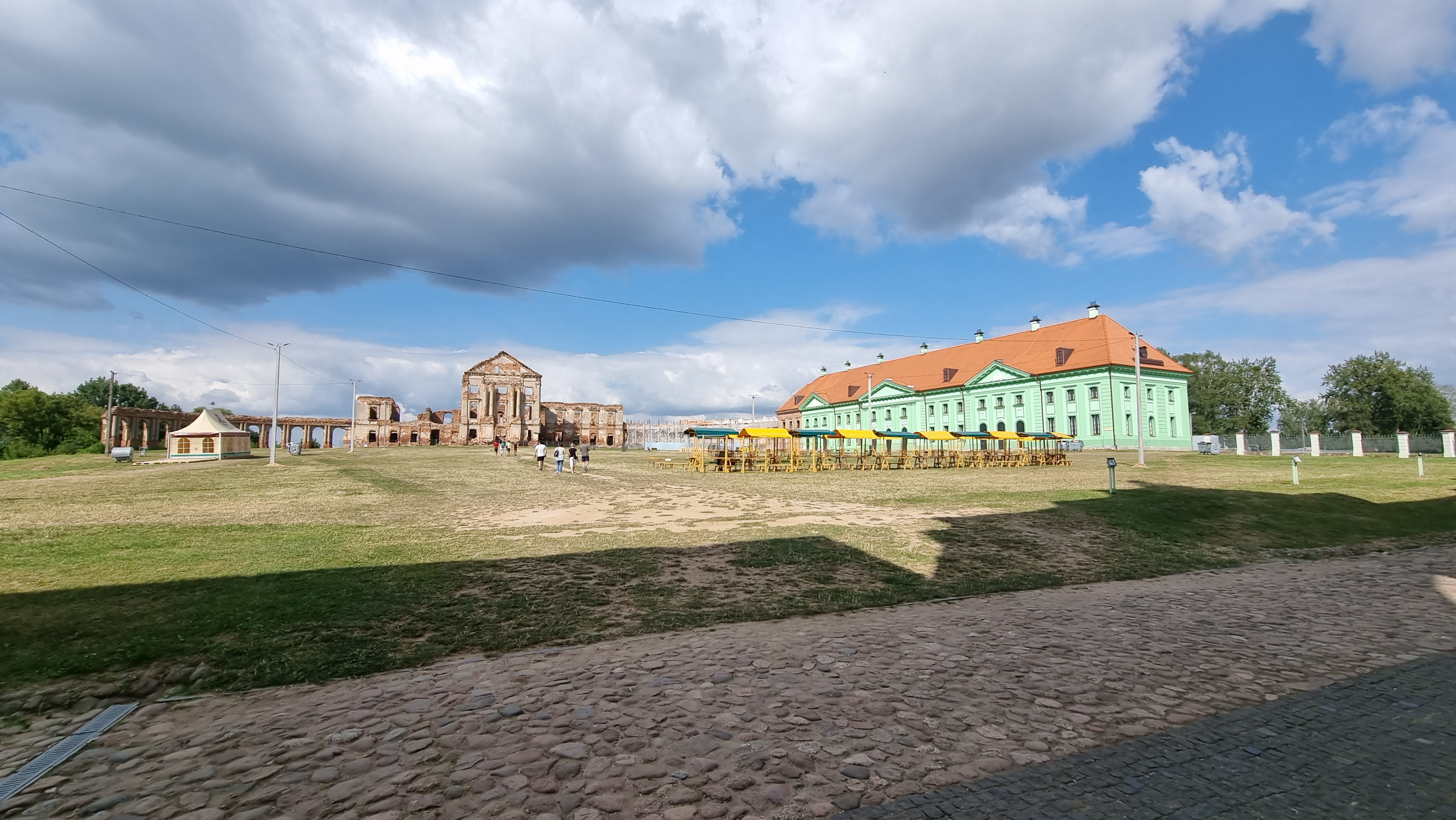
Wyremontowana prawa oficyna mieszcząca niegdyś teatr